# Antonio Medina García
Antonio Ángel Medina García (* 2. Oktober 1919 in Barcelona; † 31. Oktober 2003 ebenda) war ein spanischer Schachspieler.
Die spanische Einzelmeisterschaft konnte er siebenmal gewinnen: 1944, 1945, 1947, 1949, 1952, 1963 und 1964. Außerdem gewann er dreimal die venezolanische Einzelmeisterschaft (1955, 1956 und 1958). Er spielte bei sechs Schacholympiaden: 1964 bis 1972 und 1976. Im Jahre 1970 nahm er an der Europäischen Mannschaftsmeisterschaft teil.